# Beckenvenensyndrom
Als Beckenvenensyndrom (engl. Pelvic Congestion Syndrome, PCS) oder Beckenvarizen bezeichnet man chronisch wiederkehrende Unterleibsschmerzen, verursacht durch Krampfadern (Varizen) im Beckenbereich (Pelvis). 

## Entstehung
In der Schwangerschaft gelten Krampfadern der Beckenvenen infolge des erhöhten Blutflusses als Normalbefund. Bei Mehrfachgebärenden (Multipara) sind sie infolge der häufigen Erweiterung der Eierstockvenen (Vena ovarica) sogar typisch. Da sich die Beschwerden nach der Menopause zurückbilden, wird eine hormonelle Komponente vermutet.
Ein Beckenvenensyndrom kann auch durch Anomalien wie die sekundäre Stauung der linken Eierstockvene durch Einklemmung der linken Nierenvene (Vena renalis sinistra) zwischen Aorta und Arteria mesenterica superior (Nussknacker-Syndrom) entstehen. Der gestörte Abfluss führt zum Rückfluss durch die undichten Venenklappen und damit zur Erweiterung der Venen im Parametrium. Vermutlich führen diese erweiterten Venen zu einer Reizung der benachbarten Beckennerven und damit zu Schmerzen.
Eine sekundäre Beckenvenenstauung kann durch eine Verlegung der Vena cava inferior, durch einen Pfortaderhochdruck, durch einen erhöhten Blutfluss im Beckenbereich (beispielsweise durch Tumoren in dieser Region) oder durch Gefäßfehlbildungen entstehen.

## Klinisches Bild und Diagnose
Typisch sind chronische dumpfe Schmerzen im Beckenbereich, die sich in aufrechter Körperhaltung verstärken und zyklusunabhängig auftreten. Sie treten häufig einseitig auf, meistens links. Schmerzen beim oder nach dem Geschlechtsverkehr (Dyspareunie) sowie Regelschmerzen (Dysmenorrhoe) sind häufig. Gelegentlich können auch oberflächlich gelegene Krampfadern im Anal-, Genital- oder Oberschenkelbereich sichtbar sein. Bei der vaginalen Untersuchung kann Druckschmerz auffällig sein. Ultraschalluntersuchungen, Computertomographien und Magnetresonanztomographien (insbesondere Angio-MRT) sind zur Darstellung der Gefäßveränderungen geeignet. Letztlich ist die Diagnose eine Ausschlussdiagnose; erforderlich ist also die Abklärung anderer Ursachen von Beckenschmerzen.

## Differenzialdiagnose
Differenzialdiagnostisch ist hier besonders an die Beckenvenenthrombose (auch: Beckenthrombose oder Beckensperre) zu denken. Hierbei handelt es sich um eine abflusssperrende oder abflusshemmende Thrombosierung tiefer Beckenvenen mit gleichzeitiger venöser Stauung vor allem nach Bein- oder Beckenoperationen und nach Entbindungen. Oft liegen tiefe Becken-Beinvenenthrombosen vor.
Die „chronische Beckenvenensperre“ als Oberbegriff ist der Venenverschluss im Becken durch intravasale (innerhalb der Gefäße) oder extravasale (außerhalb der Gefäße) Obstruktionen aller Art (Thrombose, Sklerose bei einer Koxitis, Osteomyelitis, paranephritischer Abszess, Lymphadenitis).

## Behandlung
Erweiterte Beckenvenen können durch eine Phlebografie dargestellt und dabei mit einer Platinspirale (Coil) verschlossen werden. Auch ist ein laparoskopischer Verschluss mit Gefäßclips möglich.